# 共和町
共和町（日语：／ Kyōwa chō */?）是北海道後志綜合振興局中部的城鎮，北接積丹半島南部，南接新雪谷連峰。境內68%的面積為山林。當地與岩內町相鄰的西部地區是城市規劃區域，住宅區和商業區組成的城市區域沿著國道276號線發展。當地以農業為主，生產稻米、馬鈴薯、南瓜、玉米和花椰菜等農產品。近年來共和町開始栽種西瓜。
共和町是由小澤村、前田村、發足村三村在1955年合併而成，合併時為了期許未來，因此命名為「共和」。

## 人口
| 共和町人口分布圖 |                                               |  |
| 共和町與日本全國年齡別人口分布比較圖 （2005年資料） | 共和町的年齡、男女別人口分布圖 （2005年資料） |  |
| ■紫色是共和町 ■綠色是全国 | ■藍色是男性 ■紅色是女性                       |  |
| 共和町人口變化 \| 1970年 \| 9,428人 \| \| \| 1975年 \| 8,304人 \| \| \| 1980年 \| 7,931人 \| \| \| 1985年 \| 8,282人 \| \| \| 1990年 \| 7,691人 \| \| \| 1995年 \| 7,430人 \| \| \| 2000年 \| 7,249人 \| \| \| 2005年 \| 7,112人 \| \| \| 2010年 \| 6,403人 \| \| \| 2015年 \| 6,224人 \| \| \| 2020年 \| 5,772人 \| \| |                                               |  |
| 資料來源：日本總務省統計中心提供之人口普查數據 |                                               |  |
| 1970年 | 9,428人                                       |  |
| 1975年 | 8,304人                                       |  |
| 1980年 | 7,931人                                       |  |
| 1985年 | 8,282人                                       |  |
| 1990年 | 7,691人                                       |  |
| 1995年 | 7,430人                                       |  |
| 2000年 | 7,249人                                       |  |
| 2005年 | 7,112人                                       |  |
| 2010年 | 6,403人                                       |  |
| 2015年 | 6,224人                                       |  |
| 2020年 | 5,772人                                       |  |

## 歷史
- 1857年：德川幕府設置前田幌似和發足常見御手作場。[5]
- 1880年：設置發足村，隸屬堀株他2村戶長役場。
- 1897年：設置前田村戶長役場。
- 1901年：設置小澤村戶長役場。
- 1906年4月1日：發足村（日语：発足村）和前田村（日语：前田村 (北海道)）成立為北海道二級村。
- 1909年4月1日：小澤村（日语：小沢村 (北海道)）成立為北海道二級村。
- 1923年4月1日：發足村和前田村成為北海道一級村。
- 1923年9月1日：古宇郡泊村的部份區域併入發足村。
- 1955年4月1日：發足村、前田村和小澤村合併為共和村。
- 1971年4月1日：共和村改制為共和町。

## 交通

### 鐵路
- 北海道旅客鐵道
  - 函館本線：小澤車站

過去曾有國鐵岩內線通過，設有國富車站、幌似車站、前田車站、西前田車站、但已於1985年停駛。

### 道路
| 一般國道 - 國道5號 - 國道229號 - 國道276號 | 主要地方道 - 北海道道66號岩內洞爺線 道道 - 北海道道268號岩內蘭越線 - 北海道道269號蕨岱國富停車場線 - 北海道道569號蕨台古平線 - 北海道道604號老古美小澤停車場線 - 北海道道818號發足線 - 北海道道877號學田前田線 - 北海道道1174號發足前田線 |

### 客運
- 二世古巴士
- 北海道中央巴士

## 觀光資源
觀光
- 西村計雄記念美術館
- 稻草人故鄉館
- 幌似鐵道記念公園
- 神仙沼

## 教育
中學校
- 共和町立共和中學校

小學校
| - 共和町立東陽小學校 | - 共和町立西陵小學校 | - 共和町立北辰小學校 |

## 外部連結
- （日語）西村計雄紀念美術館（页面存档备份，存于）